# اولد کیلپتریک
اولد کیلپتریک (به انگلیسی: Old Kilpatrick) یک روستا در بریتانیا است که در اسکاتلند واقع شده‌است. اولد کیلپتریک ۴٬۸۲۰ نفر جمعیت دارد.